# Sofia Palaiologa

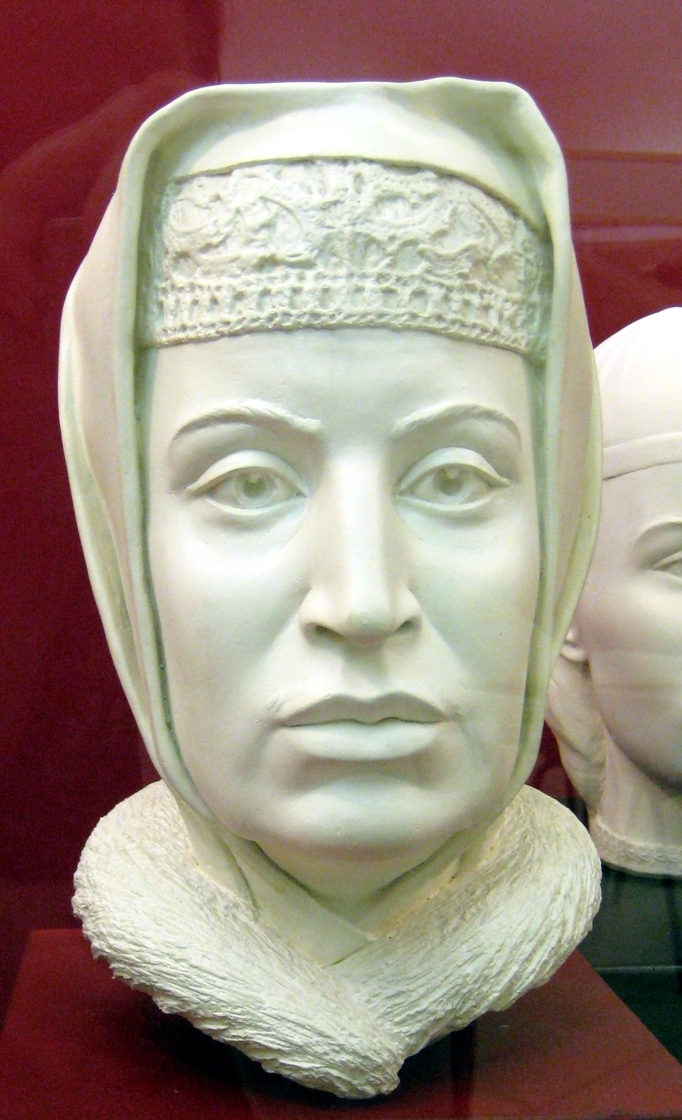
Forensische Gesichtsrekonstruktion von Sofia Palaiologa (S. A. Nikitin, 1994)

Sofia Palaiologa (* um 1448 wahrscheinlich in Mystras; † 1503; eigentlich: Zoë Sophia Palaiologina, griechisch: Ζωή Σοφία Παλαιολογίνα; später: Sophia Palaiologina; russisch: Софи́я Фоми́нична Палеоло́г (Sofía Fomínitschna Paleológ); auch Zoë, Sophia oder Sofia Palaiologos) war die Nichte des letzten Kaisers von Byzanz Konstantin XI. Palaiologos und die zweite Frau des regierenden russischen Großfürsten Iwan III. Sie gilt als Bindeglied für die Legitimation des Großfürstentums Moskau als Keimzelle des russischen Reiches, das als Fortsetzung des Byzantinischen Reiches („Drittes Rom“) und der damit verbundenen religiösen und politischen Autorität angesehen werden sollte. Durch ihre Verehelichung nach Moskau übernahm das Zarentum fortan den Gedanken der religiösen Autokratie und das Hofzeremoniell.

## Leben

### Kindheit
Ihr Vater war Thomas Palaiologos, der jüngere Bruder der letzten beiden byzantinischen Kaiser; ihre Mutter hieß Katharina, eine Tochter des Prinzen Centurius Zacharias von Achäa. Beim Fall von Byzanz 1453 soll Sofia ungefähr fünf Jahre alt gewesen sein. 1460 floh sie gemeinsam mit ihrem Vater vor den Türken. Sie lebte zuerst auf Korfu und seit 1465 als Vollwaise in Rom, wo sich Kardinal Bessarion ihrer annahm. Dieser war überzeugter Anhänger des Florentiner Konzils und ließ sie katholisch erziehen. Als Vollwaise unterstand sie der Obhut des Papstes als Patriarchen Roms und soll bis zu ihrer Verheiratung in relativ bescheidenen Verhältnissen gelebt haben.

### Eheschließung
Worauf der Entschluss Iwans III., Sofia zur Frau zu nehmen, beruht, ist schwer zu sagen, denn seine Nachfolge war durch seinen Sohn Iwan Iwanowitsch (den Jungen) aus der ersten Ehe mit Marija Borisowna von Twer gesichert.
Aufmerksam wurde Iwan III. auf Sofia durch einen Brief von Kardinal Bessarion gemacht, der sich der Palaiologenkinder angenommen hatte. Sofia war aber zu diesem Zeitpunkt mit einem vornehmen Venezianer aus dem Geschlecht der Caraccioli verlobt, was dem Kardinal bekannt gewesen sein musste. Möglicherweise wollte der Kardinal durch diese Ehe einen Verbündeten gegen die Türken gewinnen.
Der verwitwete Iwan hatte zunächst gezögert, sich dann mit dem Metropoliten von Moskau (Philipp), mit seiner Mutter und seinen Bojaren beraten und schließlich im Jahr 1472 seinen italienischen Münzmeister Gian-Battista della Volpe nach Rom gesandt, um sich über Sofia (genannt Zoe) in allen Bereichen zu informieren und ihm (Iwan III.) Bericht zu erstatten. Sofia war mit der Hochzeit einverstanden und Iwan schickte, nachdem er sich nochmals mit allen beraten hatte, Volpe abermals nach Rom, um Sofia zu holen.
Iwans Politik in den darauffolgenden Jahren lässt allerdings darauf schließen, dass er an einem antiosmanischen Bündnis mit Rom nicht interessiert war.
Da die näheren Motive Iwans, Sofia zur Braut zu nehmen nicht bekannt sind, vermutet man, dass er den Antritt des byzantinischen Erbes mit der Hochzeit unterstreichen wollte. Möglicherweise wollte er die Orthodoxie, die einen Grundpfeiler des russischen Staatsverständnisses darstellt, hiermit unterstreichen. Da Sofia zwei Brüder hatte, konnte er allerdings keinen Anspruch auf den byzantinischen Kaiserthron erheben.
In den russischen Quellen wird über Sofija berichtet, dass auch der französische König sie zu heiraten beabsichtigte. Da sie aber nicht zum Lateinertum übertreten wollte, habe sie sofort zugestimmt, als sie hörte, dass Iwan sie zur Frau nehmen wollte, da er dem rechtgläubigen christlichen Glauben angehörte.
Der Brautzug setzte sich am 24. Juli 1472 von Rom aus in Bewegung, unter den Teilnehmern befanden sich griechische Beauftragte der Brüder Sofias und ein Legat des Papstes. Man reiste durch Gebiete, die dem Papst unterstanden und Sofia wurde überall in Ehren empfangen. Als sie beispielsweise am 11. Oktober nach Pskow kam, erwies man ihr große Ehren und machte ihr zahlreiche Geschenke. Der Brautzug verweilte sieben Tage dort, bevor er nach Nowgorod weiterzog, das am 25. Oktober erreicht wurde. Der Zug setzte sich am 30. Oktober weiter Richtung Moskau in Bewegung. Als er schon nahe bei Moskau war, ereignete sich ein Zwischenfall. Der Legat des Papstes trug ein lateinisches Kreuz vor sich her, was Anlass zu einer Diskussion gab, ob man ihm das erlauben sollte oder nicht. Da der Metropolit Philipp dagegen war, untersagte man dies und Sofia zog am 12. November 1472 in die Stadt ein. Der Moskauer Metropolit traute Iwan III. und Zoe-Sofia nach orthodoxem Zeremoniell in der hölzernen Kirche Mariä Himmelfahrt. Sie legte ihren bisherigen Namen „Zoe“ ab, nahm den Namen Sofia an und zog zu ihrer Schwiegermutter in den Terem, das Frauenhaus des Kreml.
Bei der Trauung waren die Mutter der Großfürsten (Marija), der Sohn aus erster Ehe (Iwan Iwanowitsch), Iwans Brüder mit allen anderen Fürsten und Bojaren, die römischen Gesandten, der Legat Antonio, die Gesandten der Brüder Sofias und eine große Menge des Volkes anwesend.

### Sofia als moskowitische Großfürstin
Sofia hatte es schwer, sich gegen die Familie Iwan des Jüngeren durchzusetzen. Auch auf ihren Mann Iwan III. hatte sie nicht immer Einfluss, das bezeugt auch ein Eintrag in der Chronik, in der es heißt, sie sei im Jahr 1480 von Moskau ins Kyrillkloster nach Beloosero geflohen, weil sie von Tataren verfolgt wurde. Tatsächlich hatte sie aber niemand verfolgt.
1497 wurde Sofia, zusammen mit ihrem ältesten Sohn Wassili, vom Hofe verbannt. Die jüngeren Kinder blieben in Moskau. Wassili war zu diesem Zeitpunkt 18 Jahre alt. Kurz danach wurde der 15-jährige Enkel Iwans III., Dimitri, Sohn Iwan des Jüngeren, zum Großfürsten gekrönt.

### Die Kinder von Iwan und Sofia
Gegenüber Iwans Sohn aus erster Ehe finden sich nur wenige Angaben zu den Kindern mit Sofia.
Am 18. April 1474 gebar Sofia ihre erste Tochter Elena. Die zweite Elena wurde am 19. Mai 1476 geboren. Da aber in den Chroniken immer nur von einer Elena gesprochen wird, starb die erste Tochter vermutlich vor der Geburt der zweiten und es war den Eltern wichtig ein Kind nach der byzantinischen Kaiserin Helena zu benennen, was hinsichtlich der Abstammung Sofias verständlich ist. Dass aber erst das 1476 geborene Mädchen wieder Elena genannt wurde und nicht schon die am 28. Mai 1475 geborene Feodossija die Namensnachfolge antrat, lässt darauf schließen, dass die erstgeborene Elena damals noch lebte. Auch der Name Feodosija findet sich als am 29. Mai 1485 geborene Tochter wieder. Es stellt sich abermals die Frage, ob die 1475 Geborene gestorben war, ob eine dieser Geburten als unwahrscheinlich gilt, oder ob Sofia zwei namensgleiche Töchter hatte.
Am 26. März 1479 gebar Sofia ihren ersten Sohn namens Wassili, am 23. März 1480 Juri und am 6. Oktober 1481 Dmitri.
Im Februar 1483 wurde Ewdokija geboren, die 1506 einen tatarischen Prinzen heiratete und 1513 starb. Die Geburt von Semen am 21. März 1487 ist umstritten. Eindeutig sind dagegen die Angaben zum jüngsten Kinde Iwan und Sofias, Andrei, der am 5. August 1490 geboren wurde.
Dadurch, dass nur kurze Erwähnungen in der Chronik stattfinden, gewinnt man den Eindruck, als habe Iwan III. sich weder mit seiner Frau Sofia noch mit den Kindern Sofias sonderlich beschäftigt. Allerdings ist es erstaunlich, dass er mit einer Frau, die ihm angeblich so wenig bedeutete, so viele Kinder hatte.

## Sofias Wirken im Großfürstentum Moskau

### Sofias Handeln in der Politik
Sofias Einfluss ist oft überschätzt worden, in direkter Form fand er vor allem in künstlerischen Tätigkeiten statt. Jedoch war es für Frauen des Großfürsten bis dahin unsittlich, mit fremden Gesandten zu sprechen. Sofia hingegen hielt sogar in ihrem Gemach Audienzen. Auch wenn sie sich immer gegen die Familie Iwan des Jüngeren und seiner Frau Elena behaupten musste und sogar einmal verbannt wurde, setzte Sofia schließlich durch, dass Wassili Großfürst wurde.
Iwan Iwanowitsch und seine Frau Elena, die Tochter des Fürsten Stephan IV. des Großen von der Moldau, hatten zusammen einen Sohn, Dimitri. Er kam im Oktober 1483 zur Welt und sollte die Nachfolge sichern. Der unerwartete Tod Iwan des Jüngeren 1490 brachte daher die Frage mit sich, wer nun an seine Stelle treten sollte: Wassili III., der Sohn Iwans und Sofias, oder sein Enkel Dimitri. Die Lage war nicht einfach, denn die Mütter kämpften im Hintergrund jeweils für die Herrschaft ihres Sohnes. In der Kirche hatten sich verschiedene Gruppierungen geformt. Elena unterstützte eine aus Sicht der Kirche ketzerische Gruppierung (die sogenannten Judaisierenden), die den Reichtum der Kirche (insbesondere den ländlichen Besitz) verurteilten. Iwan konnte für den Dienstadel besonders Land gut gebrauchen, jedoch wurde diese Gruppierung von der offiziellen Kirche verurteilt. Sofia stand auf der Gegnerseite der Judaisierenden. Vor diesem Hintergrund hatte Iwan also seine Entscheidung der Thronfolge zu treffen, wofür er sich trotz seiner Sympathie für die Judaisierenden und seiner persönlichen Zuneigung Elena und Dimitri gegenüber, Zeit ließ. Im Winter 1497/98 wurde Wassili wegen eines vorbereiteten Putschversuchs inhaftiert, Sofia hatte diesen geplant und der Putsch sollte mit litauischer Unterstützung durchgeführt werden. So fiel Sofia in Ungnade und 1498 krönte Iwan seinen Enkel Dimitri zum Großfürsten.
Ein Jahr später ernannte er aber auch Wassili zum Großfürsten, da er aufgrund der sich verschlechternden Lage zu Polen-Litauen Einigkeit in der Großfürstlichen Familie wollte und gab Wassili III. Groß-Nowgorod und Pskow als Großfürstentum. Dieser war aber damit nicht zufrieden und drohte Iwan III. nach Litauen überzulaufen. Iwan kam Wassili entgegen, der dann nach Moskau zurückkehrte und seine Stellung soweit sicherte, dass Dimitri bereits 1501 protokollarisch hinter Wassili und dessen drei jüngeren Brüdern genannt wurde.
Dass Iwan 1502 seinen Enkel Dimitri und seine Schwiegertochter Elena verhaften ließ, lag vor allem in außenpolitischen Angelegenheiten. Dimitris Krönung sei unter anderem auch im Hinblick einer Union mit Stephan IV. von der Moldau gegen Polen-Litauen erfolgt, die dann jedoch nicht stattfand. Jedoch die Gefahr der oppositionellen Haltung Sofias und Wassilis wurde immer gefährlicher, da sie von einer Bojarenpartei mit den Perikeews an der Spitze unterstützt wurden und der innere Frieden gefährdet war. Sofia übte auf Iwan III. Druck aus, Elena und Dimitri verhaften zu lassen, indem sie drohte, sich mit ihrer Anhängerschaft mit dem litauischen Feind zu verbünden. Als die Verhaftungen vollzogen waren, baute Iwan zusehends auf die Unterstützung eines machtvollen Klerus und ließ der offiziellen Kirche freie Hand bei der „Liquidierung“ der Judaisierenden. Iwan ließ Wassili III. nach Moskau zurückrufen und erhob ihn zum neuen Mitregenten.
Um ihre politischen und dynastischen Ziele durchzusetzen, setzte Sofia auf ihre byzantinische Herkunft. 1498 schenkte sie einem Kloster einen liturgischen Wandteppich, der auf ihr byzantinisches Erbe verweist. So verpackte sie ihre politischen Ziele (z. B. das Werben um Bündnispartner) immer in religiöse Aussagen. Im Kampfe für die Herrschaftsrechte ihres Sohnes musste Sofia vieles durchstehen. Unter anderem wurde auch Gerüchte verbreitet, sie habe Iwan den Jüngeren vergiftet. Der Streit um den Thron war wie so oft mit Intrigen verknüpft. Sofia versuchte die Twerer Hausmacht Dimitris zu zerschlagen, jedoch erwies sich das als nicht so leicht. Über ihre Unterstützer ist nicht viel bekannt, klar ist nur, dass Sofia und Wassili vom Nowgoroder Erzbischof Gennadi unterstützt wurden.
Sofia galt als sehr gläubig und daher schmerzte es sie, dass Moskau in tatarischer Knechtschaft war. So erdachte sie sich einen Plan. In Moskau gab es ein besonderes Haus, in dem Beauftragte der Tataren wohnten. Sofia schickte Boten mit großen Geschenken und der Bitte, ihr dieses Haus zu überlassen, zur tatarischen Königin. Sofia habe nämlich einen Traum gehabt, in dem ihr göttlich zugemahnt wurde, dieses Haus niederzureißen und stattdessen eine Kirche zu erbauen. Sofia sicherte ein anderes Gebäude als Tatarenunterkunft zu, die Tatarenkönigin willigte ein, jedoch erlangten die Tataren kein Gebäude mehr.

### Veränderungen im kulturellen Bereich
Sofia soll viele ausländischen Künstler und Mediziner nach Moskau gebracht haben, was insofern zu berichtigen ist, als dass ihr Bruder Andreas angeblich bereits einen großen Teil an Architekten und Technikern vor ihrer Ankunft nach Moskau sandte. Andreas war zweimal in Moskau (1480 und 1490). Bei seinem zweiten Besuch nahm er viele Architekten und Künstler aus Deutschland und Italien mit. Iwan III. ließ viele Techniker und Fachleute verschiedener Disziplinen nach Moskau kommen, so sandte er z. B. 1475 Semen Tolbuzin nach Venedig um einen Architekten für den Bau der Himmelsfahrtskathedrale zu holen. Tolbuzin mietete den Meister Aristoteles, der die alte Kathedrale abreißen ließ und eine neue aus Ziegeln errichtete. Aristoteles ließ im Altarraum ein polnisch-lateinisches Kreuz aus Stein meißeln, das der Metropolit später entfernen ließ. Unter den ausländischen Spezialisten war der Anteil der Italiener und Griechen besonders hoch, was auf Sofias Aktivitäten zurückzuführen ist. Zur Zeit, als Sofia in Moskau war, erreichten das Goldschmiedehandwerk und die Kunststickerei eine hohe Stufe.

### Sofias Stellung im Moskauerreich
Sofia konnte sich in Moskau nur schwer behaupten.  Dennoch galt sie als sehr listig  und es wurde bereits von Zeitgenossen viel über ihre Rolle in Moskau gemutmaßt. Sie wurde argwöhnisch beobachtet und vieles wirkte an ihr fremd. Zum Beispiel empfing sie sogar Gesandte in ihren Gemächern. Da Frauen, die sich aktiv in die Politik einmischten, keinen guten Ruf genossen und viele Verdächtigungen und Anschuldigungen zu spüren bekamen, erging es auch Sofia so.
Gelegentlich schrieb man ihr großen Einfluss auf die Politik ihres Mannes zu, so soll sie ihren Mann angestachelt haben, den Tatarentribut nicht mehr zu zahlen und ihre Ränkespiele hatten Iwan dazu veranlasst, seinen Enkel Dimitri von der Nachfolge auszuscheiden.
Sofia wird als rechtgläubige Orthodoxe dargestellt. Jedoch wird sie nach Iwans Tod, als ihr Sohn Wassili mit Strenge regiert und ein Teil des Moskauer Hofs dem autokratischen Stil nachtrauerte, zur Schuldigen an den unerfreulichen Veränderungen.

### Sofias Stellung in der Familie Iwan III.
Die Rolle am großfürstlichen Hof war für Sofia eine sehr schwierige. Im Kreml spielte nicht Sofia, sondern Helena die erste Rolle. Das wird auch daran deutlich, dass diese nach dem Tod ihres Mannes die Mitregentschaft Dimitris durchsetzte.
Über die genauen Gründe, die Iwan dazu bewogen, Sofia zu heiraten, ist nichts bekannt. Lediglich die Moskauer Chronik lässt erkennen, dass die Hochzeit ein Werk der päpstlichen und venezianischen Politik war. Papst Paul II. war selbst Venezianer und unterstützte die venezianische Politik gegen die Türken. Jedoch ist umstritten, ob die Initiative für die Eheschließung von Iwan selbst oder von der Kurie ausging, in Forscherkreisen umstritten. Für Iwan III. bedeutete die Hochzeit mit Sofia einen Prestigegewinn. Zudem hatte seine erste Frau ihm nur ein Kind hinterlassen. Zur zusätzlichen Sicherung der Thronfolge Iwans war eine zweite Eheschließung von Nutzen. Um aber eine ebenbürtige Kandidatin zu finden, musste er sich jenseits der Moskauer Grenzen umsehen. Sofia Palaiologa galt als die „vornehmste Dame Europas“, war jedoch sehr arm. Man nimmt daher an, dass Iwan die vornehme Abstammung der Braut wichtiger gewesen sein mag als eine reiche Mitgift.